# Fabio Massimo Colasanti
Fabio Massimo Colasanti (Roma, 28 febbraio 1966) è un chitarrista, produttore discografico e compositore italiano.

## Carriera
È stato tra i primi a specializzarsi nell'uso dell'Hard Disk Recording (Pro Tools, Logic Audio), e tra i pochi a suonare la Ztar, un controller MIDI simile ad una chitarra ma senza le corde. Produttore e musicista, vanta collaborazioni internazionali con alcuni fra i migliori musicisti jazz/rock e blues. Dal 2003 commissario SIAE e docente di "Digital Music Production and Recording" su sistemi DAW multipiattaforma.
Dal 2016 CEO di Emergency Music Italy, una Società Editoriale specializzata nella produzione di colonne sonore per cinema e televisione.
Nel 2019 realizza il Musical "MUSICANTI", una storia originale scritta da Urbano Lione ed Alessandra Della Guardia che mette in scena la musica di Pino Daniele, portando sul palco, oltre ad attori e danzatori, i musicisti che hanno collaborato con Pino: Alfredo Golino - batteria, Elisabetta Serio - pianoforte, Simone Salsa - sax, Hossam Ramzy - percussioni, Roberto d'Aquino-basso e Fabio Massimo Colasanti - chitarre.
Nel 2022/23 è il musical director per la serie televisiva M - Il figlio del secolo per la regia di Joe Wright.

### Collaborazioni
Pino Daniele, Simple Minds, Manu 'Katche', Peter Herskine, Pino Palladino, Nathan East, Vinnie Colaiuta, Giorgia, Gianluca Grignani, Jimmy Earl, Hossam Ramzy, Nana' Vasconcelos, Salif Keita, Dave Carpenter, Mino Cinelu, Rachel Z, Rita Marcotulli, Alan Pasqua, Deron Johnson, Alfredo Paixao, Lele Melotti, Alfredo Golino, Roberto Gatto, Nicola Piovani, Franco Piersanti, Pino Donaggio, Steve Gadd, Willie Weeks, Chris Stainton, The Fun, Steve Ferrone, Abraham Laboriel, Luis Conte, Mattia Briga e molti altri.

#### Pino Daniele
- 1997 - Dimmi cosa succede sulla terra
- 1998 - Yes I Know My Way (raccolta)
- 1999 - Come un gelato all'equatore
- 2000 - Napule è - (raccolta, 2 cd)
- 2001 - Medina
- 2002 - Concerto Medina Tour 2001(2 inediti: "Un cielo senza nuvole", "Bel orizzonte").
- 2002 - In tour (con Francesco De Gregori, Fiorella Mannoia e Ron).
- 2002 - Amore senza fine (raccolta)
- 2004 - Passi d'autore
- 2005 - Iguana cafè - (Latin Blues e melodie)
- 2007 - Il mio nome è Pino Daniele e vivo qui
- 2008 - Ricomincio da 30
- 2009 - Electric Jam
- 2010 - Boogie Boogie Man
- 2012 - La grande madre
- 2013 - Tutta N'Ata Storia - Vaimo' Live
- 2015 - Nero A Meta' - live
- 2015 - Tracce di Liberta'

#### Gianluca Grignani
- 1999 - Il giorno perfetto
- 2000 - Sdraiato su una nuvola
- 2002 - Uguali e diversi
- 2016 - Una Strada In Mezzo Al Cielo
- 2017 - Aida

#### Giorgia
- 1997 - Mangio troppa cioccolata

Scrive con lei 4 brani del CD:
- Un amore da favola
- Ho voglia di ricominciare
- Fai come se
- Che amica sei

Mattia Briga
- 2016 - Nudo - feat.Gianluca Grignani
- 2017 - Spendi Spandi Effendi - from "AIDA Anniversary" - Rino Gaetano

#### Mietta
- 2006 - 74100

Scrive con lei:
- Vorrei vederti felice

#### Gianluca Terranova
- 2002 - Caruso, la storia di un mito
- 2004 - Mario Lanza: Un italiano a Hollywood
- 2012 - Terranova canta Caruso

#### Unicostampo
2017 - ANIME RESTANTI
SOLO PROJECTS
2002 - ALADINS   Fabio Massimo Colasanti, Hossam Ramzy, Jimmy Earl, Lele Melotti, Manu' Katche', Arturo Valiante, 
2009 - L'UOMO INVISIBILE Fabio Massimo Colasanti, Arturo Valiante, Cristiano Micalizzi, Alfredo Paixao, 
2024 - LABYRINTH   Fabio Massimo Colasanti , Kyung Mi Lee
SOUNDTRACKS
- BLU TORNADO - Regia Antonio Bido
- AQUILE  - serie TV RAI 2  - Regia Nini Salerno
- ALI DIMENTICATE - Regia Antonio Bido
- SPOT e SIGLA del  “ TIM Football Star Game “
- TECHNOGYM musica per campagna pubblicitaria 2013
- BRIVIDI D'AUTORE - regia Pierfrancesco Campanella
- DICONO DI TE - regia Umberto Carteni
- GHORBA - regia di Francesco Conte
- L’ORIGINE DEL MONDO - regia Rossella Inglese

#### LIVE
- 1997 - DIMMI COSA SUCCEDE SULLA TERRA Tour

Pino Daniele, Lele Melotti, Hossam Ramzy, Rachel Z, Fabio Massimo Colasanti 
- 1998 - STADIO SAN PAOLO NAPOLI

Pino Daniele, Lele Melotti, Hossam Ramzy, Rachel Z, Fabio Massimo Colasanti, Jovanotti, Raiz
- 1999 - MONZA ROCK + FESTIVALS

Pino Daniele, Lele Melotti, Giulia Fasolino, Emanuela Cortese, Jimmy Earl, Fabio Massimo Colasanti, Hossam Ramzy
- 1999 - COME UN GELATO ALL'EQUATORE Tour

Pino Daniele, Roberto Gatto, Dario Deidda, Rita Marcotulli, Fabio Massimo Colasanti, Maria Pia De Vito
- 2004 - PASSI D'AUTORE Tour

Pino Daniele, Mariano Barba, Rino Zurzolo, Daniele Bonaviri, Fabio Massimo Colasanti, Fabrizio Palma, Rossella Ruini, Rita Marcotulli, Simone Salsa"
- 2008 - RICOMINCIO DA TRENTA Tour

Pino Daniele, Alfredo Golino, Tullio De Piscopo, Agostino Marangolo, Gigi De Rienzo, Mathiew Garrison, Fabio Massimo Colasanti,
Gianluca Podio, James Senese, Tony Esposito, Joe Amoruso, Juan Carlos, Ernesto Vitolo
- 2015 - A VOLTE ESAGERO Tour

Gianluca Grignani, Fabio Massimo Colasanti, Max Gelsi, Salvatore Cafiero, Diego Scaffidi, Luca Cirillo, Andrea Tripodi
- 2016 - ROCK 2.0

Gianluca Grignani, Fabio Massimo Colasanti, Max Gelsi, Salvatore Cafiero, Paola Caridi, Elisabetta Serio
- 2017 - TALENTO LIVE TOUR ROMA

Mattia Briga, Fabio Massimo Colasanti, Mario Romano, Avvocato Francis Drake, Giuseppe Taccini, Danilo Menna, Nico D'Angiò
- 2018 - PINO È NAPOLI Stadio San Paolo

Concerto omaggio a Pino Daniele

## Altri Collegamenti
- Sito ufficiale, su fabiomassimo.com. URL consultato il 10 marzo 2020 (archiviato dall'url originale il 6 agosto 2018).